# Kantemir Balagov
Kantemir Arturovič Balagov (in russo Кантемир Артурович Балагов?; Nal'čik, 28 luglio 1991) è un regista e sceneggiatore russo di etnia cabarda.

## Biografia
Nasce a Nal'čik, capitale della Cabardino-Balcaria, da madre professoressa di chimica e biologia nella scuola locale e padre imprenditore. Appassionatosi al cinema, i suoi studi proseguono in una direzione diversa finché nel 2010 il regista Aleksandr Sokurov non tiene un seminario di cinema all'università della capitale cabardina: non essendo riuscito a iscriversi, Balagov segue dall'esterno lo svolgersi del corso e, privatamente, scrive a Sokurov pregandolo di considerare i suoi lavori precedenti (all'età di 18 anni aveva girato assieme a due suoi amici una webserie di dieci puntate sulla vita a Nalc'čik) e di inserirlo nel corso in fieri; la sua richiesta viene accolta e, entrato al terzo anno, vi si laureerà.
Comincia col dirigere diversi cortometraggi, tra cui Pervyj ja (2014), presentato al 67º Locarno Film Festival e alla 68ª edizione del Festival di Cannes: il film, autobiografico, segue le vicende di un giovane di Nal'čik che cerca di trovare se stesso, andando anche contro la famiglia che lo limita. Nel 2017 esordisce alla regia di un lungometraggio con Tesnota, prodotto da Sokurov e anch'esso ambientato a Nal'čik; presentato a Cannes nella sezione Un Certain Regard, vi vince il premio della Federazione internazionale della stampa cinematografica (FIPRESCI). Il film riceve il plauso della critica: Balagov viene definito "il futuro del cinema russo" dalla rivista Sobaka e nominato "rivelazione dell'anno" dall'edizione russa di GQ.
Nel 2019 dirige il dramma in costume La ragazza d'autunno, che, nuovamente presentato a Un Certain Regard e premiato dalla FIPRESCI, frutta a Balagov il premio per la miglior regia della sezione. Nuovamente promosso dalla critica, il film riceve una candidatura agli European Film Awards, per la protagonista Viktorija Mirošničenko, e viene scelto per rappresentare la Russia nella corsa all'Oscar al miglior film internazionale, riuscendo ad arrivare fino alla shortlist dei dieci semifinalisti. Nel 2021, Balagov sostituisce Johan Renck alla regia dell'episodio pilota dell'adattamento televisivo di HBO del videogioco The Last of Us. Nell'ottobre 2022, Balagov ha annunciato di aver lasciato il progetto un anno prima a causa di divergenze creative.
Assieme alla sua compagna Kira Kovalenko, ha lasciato la Russia in seguito all'invasione russa dell'Ucraina del 2022 a cui si è opposto.

## Filmografia

### Regista e sceneggiatore
- Pervyj ja – cortometraggio (2014)
- Molodoj eščë – mediometraggio (2015)
- Tesnota (2017)
- La ragazza d'autunno (Dylda) (2019)

### Solo sceneggiatore
- Sofička, regia di Kira Kovalenko (2016)

### Montatore
- Tesnota, regia di Kantemir Balagov (2017)